# Urbain de Vandenesse
Urbain de Vandenesse († 1753 in Paris) war ein französischer Arzt und Enzyklopädist.

## Leben und Wirken
Nach seinem Medizinstudium war er an wissenschaftlichen Auseinandersetzungen an der Faculté de médecine de Paris beteiligt. Für das Jahr 1742 findet sich eine Eintragung der Faculté de médecine mit dem Titel des docteur-régent.
Die rund 270 Artikel für die Encyclopédie von Denis Diderot und Jean-Baptiste le Rond d’Alembert sind offenbar seine einzigen Veröffentlichungen – über 150 Artikel für Band I und rund 100 Artikel für Band II. Sein jäher Tod verhinderte die Fertigstellung der entsprechenden Abschnitte für Band III.
Nach dem Tod von Vandenesse benötigte Denis Diderot einen neuen Autor für den Bereich der Medizin und Pharmazie. Auf Empfehlung von Gabriel-François Venel fiel seine Wahl auf Arnulphe d’Aumont.